# Sara Jacobs
Sara Josephine Jacobs (Del Mar, 1º febbraio 1989) è una politica statunitense, membro della Camera dei Rappresentanti per lo stato della California dal 2021.

## Biografia
Nata a Del Mar e cresciuta a San Diego, Sara Jacobs è un membro della nota famiglia di imprenditori Jacobs. Suo nonno Irwin fondò la multinazionale Qualcomm e suo padre Gary è un uomo d'affari e filantropo. Dopo essersi laureata alla Columbia University, Sara lavorò presso le Nazioni Unite e l'UNICEF e successivamente lavorò per la campagna elettorale di Hillary Clinton nel corso delle presidenziali del 2016.
Entrata in politica con il Partito Democratico, nel 2020 si candidò alla Camera dei Rappresentanti per il seggio lasciato dalla deputata di lungo corso Susan Davis. La Jacobs riuscì a sconfiggere la presidente del consiglio comunale di San Diego Georgette Gomez e all'età di trentuno anni divenne la più giovane deputata nella delegazione congressuale della California.
È un membro della New Democrat Coalition.

## Vita privata
Jacobs vive nel quartiere di Bankers Hill a San Diego. È ebrea. Ha una relazione con Ammar Campa-Najjar (un ex candidato democratico per un distretto congressuale vicino) dal 2019.